# 伏林航空
伏林航空（英語：Vueling Airlines）是一家位於西班牙巴塞隆那的航空公司，成立於2004年，現以廉價機票受到許多歐洲人的歡迎，有許多到歐洲重要城市的航線，也包括了西地中海區域。現時航點包括巴塞隆那、里斯本、米蘭、巴黎、羅馬等。

## 机队

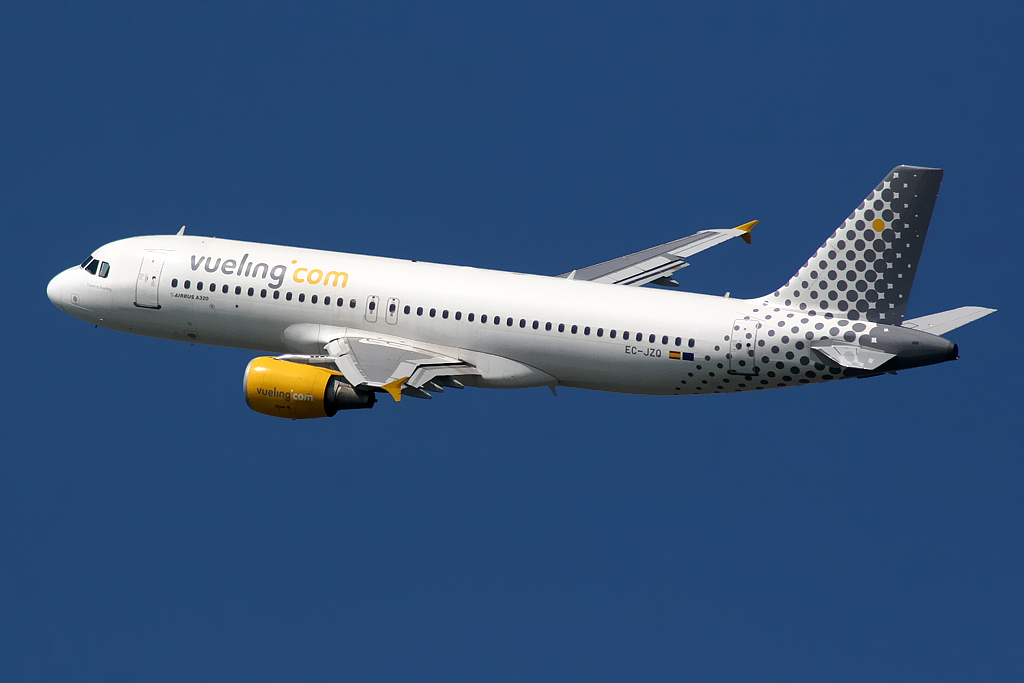
伏林航空的一架空中巴士A320-214在巴塞隆那機場起飛

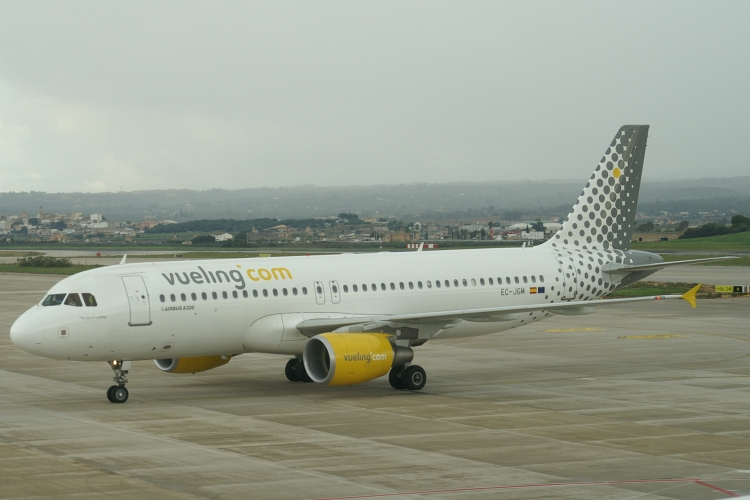
伏林航空的空中巴士A320

截至2023年6月，伏林航空的机队平均机龄为9.9年，详情如下：

## 外部連結
- 伏林航空網站（西班牙文）（英文）（法文）（德文）（俄文）（葡萄牙文）（荷兰文）（意大利文）（文）（巴斯克文）